# Trespasser (ゲーム)
Jurassic Park: Trespasser（ジュラシック・パーク/トレスパーサー、又は単にTrespasser、トレスパーサーとも）とは映画『ジュラシック・パーク』シリーズのコンピュータゲーム作品で、1998年にMicrosoft Windows用のゲームとしてDreamWorks Interactiveが開発したファーストパーソン・シューティングゲーム。エレクトロニック・アーツから発売された。

## 要素
サバイバルホラーゲームに近いFPSゲームとなっており、プレイヤーは主観視点でステージを進む。
物語は映画『ロスト・ワールド/ジュラシック・パーク』から1年後の物語となっており、プレイヤーはサイトBと呼ばれるイスラ・ソルナ島上空で起きた飛行機墜落事故の唯一の生き残りである女性「アン」を操作しながら、イスラ・ソルナ島を探検し、島からの脱出を試みる。ゲーム中、状況に応じてアンの独り言や、ジュラシック・パークの設立者であるジョン・ハモンドによる、彼がジュラシック・パーク設立の経緯などを書いた本からの回顧録の声が度々入る。ステージは8つのレベルからなり、当時のゲームとしてはかなり広いマップになっている。
ゲーム開始時、主人公は武器もアイテムも何も持っていないが、ステージを進めていくにつれ、木の棒や椅子などの物を拾って持って武器にしたり、拳銃や散弾銃やマシンガンなどの落ちている銃器を拾って敵となる恐竜と戦い進んで行く。彼女の左胸にはハート型の刺青があり、この刺青がプレイヤーの体力表示のライフを表す。ダメージを受けると刺青が赤色に染まってゆき、赤色で埋まるとゲームオーバーとなる
上記の通り、映画『ロスト・ワールド/ジュラシック・パーク』の続編と言う位置付けで開発されているため、ゲーム中には映画に登場した恐竜ハンター達が乗っていた車両、海岸を訪れた旅行者家族の幼い娘が襲われた海岸など、映画と関連する場所・物などが登場する。
ゲーム開発はLooking Glass Studiosの Seamus BlackleyとAustin Grossmanの2人によって始まり、映画『ロスト・ワールド/ジュラシック・パーク』が公開される前に「映画は成功する」と予測して映画のライセンスを得た後、Adobe Photoshopと3D Studio Maxなどを使い、DreamWorks Interactiveの元で2年以上の時間を費やし開発された。
ゲーム自体の評判はあまり良くなく、米ゲームレビューサイトのGameSpotは本作を「退屈なゲームプレイと迷惑なバグで満たされたイライラするゲーム」と評価した。これについてSeamus Blackleyは、YouTubeの人気ゲームレビュー番組The Angry Video Game Nerd内で「DreamWorks Interactiveには経験が足りなかった」「納期に間に合わせるためにこの状態で出荷せざるを得なくなった」と語った。
以上の事から、売上本数は5万本程に留まった。

## 登場人物
アン（Anne）
(声：ミニー・ドライヴァー)
ゲームの主人公の女性。 中米を旅行中に飛行機が誤作動を起こし墜落、彼女だけ生き残り、イスラ・ソルナ島の海岸に上陸した。一人称視点な為、ゲームを通してプレイヤーは彼女の顔や姿を見る事はなく、プレイヤーからは白いトップを着た胸の谷間が見られるだけである。彼女の左胸にはハート型の刺青があり、それがライフを表している。また右手の薬指には指輪をはめている。1997年11月にNext Generation誌がゲーム取り上げた際、そこには彼女のスケッチ姿が描かれていた。
ジョン・ハモンド（John Hammond）
(声：リチャード・アッテンボロー)
ゲーム中、回顧録として彼の肉声が入り、ハモンド自身の過去なども語る。実際に登場はしない。
ヘンリー・ウー（Henry Wu）
ハモンドの回顧録による言及と名前のみ登場。
ロバート・マルドゥーン（Robert Muldoon）
ハモンドの回顧録による言及のみ。
デニス・ネドリー（Dennis Nedry）
ハモンドの回顧録による言及のみ。
ノーマン・アザートン（Norman Atherton）
ハモンドの回顧録による言及のみ。
ラ・フォンテーヌ（LaFontaine）
名前のみ登場。サイトBの町「Burroughs（バローズ）」の住民で、町に入る為のキーカードを持っていたとされる。
ハロルド・グリーンウッド（Harold Greenwood）
ハモンドの回顧録による言及と、白骨化した死体のみで登場。ハモンドの友人で、ハモンドの回顧録によるとイスラ・ヌブラル島事件の後、電子デバイスでイスラ・ソルナ島に向かったとされる。ゲーム中、ダム施設の中で、白骨化した死体の姿で発見する出来る。
インジェン社の恐竜ハンター達
ハモンドの回顧録による言及のみ。ハモンドの回顧録によるとマーデン（Marden）、カラムチェティ（Karamcheti）、ラサール（LaSalle）、サリバン（Sullivan）、ヴァン・ホルン（Van Holn）、リシストラタ（Lystrata）などの名があり、行方不明となっており、コンセプトアートで白骨化した死体の姿が表示されていた。

## 登場する恐竜
ブラキオサウルス
ヴェロキラプトル
トリケラトプス
ステゴサウルス
ティラノサウルス
パラサウロロフス

## ステージ
ゲームはイスラ・ソルナ島の8つのエリアで構成されている。
The Beach（ザ・ビーチ）
イスラ・ソルナ島の東海岸のエリア。最初のステージで、この海岸からゲームが始まる。海岸付近にインジェン社が建設しようとしていたホテルの工事現場の跡地がある。さらにのジャングルの奥に進むと小さな谷にブラキオサウルスがおり、丘地帯にヴェロキラプトルが出て来て、建設中のモノレール駅に辿り着く。また映画『ロスト・ワールド』に出てきた恐竜ハンターが乗っていたトラックが放置されているのが見る事ができる。
Jungle Road（ジャングル・ロード）
The Beachエリアを抜けたジャングルエリアで、丘や谷など起伏に豊んでいる。建設中だったモノレールの線路がいくつか残っており、クレーン車が放置されている。映画『ロスト・ワールド』で恐竜ハンターが乗っていた車両が放置されており、プランテーションハウスの廃墟を通るとサイトBの海岸を訪れた旅行者家族の幼い娘キャシーがコンプソグナトゥスに襲われた海岸も登場する。また石で作られた古代アステカ遺跡の広場がある。
Jungle Canyon（ジャングル・キャニオン）
広大な渓谷エリア。映画『ロスト・ワールド』に登場した恐竜ハンターの車両が放置されたジャングルの道と渓谷を抜けてThe Townエリアに向かう。
The Town（ザ・タウン）
Jungle Canyonのエリアを抜けて、イスラ・ソルナ島にある廃墟のゴーストタウンと化した町エリア。町はイスラ・ソルナ島の施設で働くインジェン社の従業員達とその関係者が暮らしていた「Burroughs（バローズ）」と言う名の町で塀に囲まれている。町名はSF作家エドガー・ライス・バローズの名を取って名付けられている。町にはジョン・ハモンドとヘンリー・ウーの豪邸があり、バンガロータイプの住宅が並ぶ。町の中心だったオペレーションセンター、スーパーマーケット、カフェ店、酒場、ガソリンスタンド、給水塔、このゲームのモデリングとテクスチャリングを担当したウェイ・ホーをモデルにした銅像がある小さな広場などがある。町から出てThe Labエリアに続く森林の道を行くと途中、ダム施設がある。
The Lab（ザ・ラボ）
港と研究施設で結成されるエリア。森林地帯にあり、研究施設は管理ビル、インジェン・ラボ、コンピュータビルなどからなる。港はサイトBの主要な港で、壊れたバスが放置され、いくつかの積み上げられたコンテナヤードや倉庫があり、港に打ち上げられたハモンドが観察の為、派遣した貨物船エミリー号が放置されている。
The Ascent (Part I)（ザ・アセント パートI）
The Labエリアを抜けて辿り着く森林エリア。古代マヤ遺跡の神殿がある。
The Ascent (Part II)（ザ・アセント パートII）
The Ascent (Part I)に続く同じエリア。古代マヤ遺跡がある森林エリアを抜け、山に入り、山に続く道を渡り頂上を目指す。
The Summit（ザ・サミット）
最終エリア。山の頂上で、風力発電の施設やヘリポート施設などがある。無線で救助を呼び、ヴェロキラプトルの群と闘い、島から脱出しなければならない。